# Неттер, Клод
Клод Неттер (фр. Claude Netter, 23 октября 1924 — 13 июня 2007) — французский фехтовальщик-рапирист, чемпион мира и олимпийский чемпион.

## Биография
Родился в 1924 году в Париже, успехов в фехтовании добился уже после Второй мировой войны. На Олимпийских играх в Лондоне присутствовал в качестве зрителя. В 1949 году завоевал серебряную медаль на чемпионате Франции, но не попал на чемпионат мира. Весной 1950 года дебютировал в национальной сборной и завоевал серебряную медаль чемпионата мира. На чемпионате мира 1951 года стал обладателем золотой медали, на первых Средиземноморских играх 1951 года завоевал бронзовую медаль в личном первенстве и серебряную медаль в командном первенстве, также завоевал серебряную медаль на чемпионате Франции и чемпионате Парижа. В 1952 году стал чемпионом Франции и принял участие в Олимпийских играх в Хельсинки, где стал обладателем золотой медали в командном первенстве. В 1953 году вновь стал чемпионом мира. На чемпионате мира 1954 года стал обладателем серебряной медали. В 1956 году принял участие в Олимпийских играх в Мельбурне, где стал обладателем серебряной медали в командном первенстве, а в личном первенстве был 5-м. На чемпионате мира 1957 года вновь стал обладателем серебряной медали. В 1958 году вновь стал чемпионом мира. На чемпионате мира 1959 года опять завоевал серебряную медаль. В 1960 году принял участие в Олимпийских играх в Риме, но там французская команда рапиристов была лишь 5-й.
Его отец в Первую мировую войну воевал вместе с известным учителем фехтования Морисом Гардером, и привёл к нему своих трёх сыновей (Пьера, Жака и Клода). Пьер тоже был талантливым спортсменом, он участвовал во Второй мировой войне и попал в плен, был вынужден распрощаться с фехтованием. Жак умер в 1944 году после длительной болезни.
Похоронен на кладбище Монпарнас.